# Gare de Glasshoughton
La gare de Glasshoughton est une gare ferroviaire du Royaume-Uni, située dans la banlieue de Glasshoughton dans le Castleford, Yorkshire de l'Ouest en Angleterre. 
Les services à partir de Glasshoughton sont opérés par Northern Rail.